# Louis James Alfred Lefébure-Wély

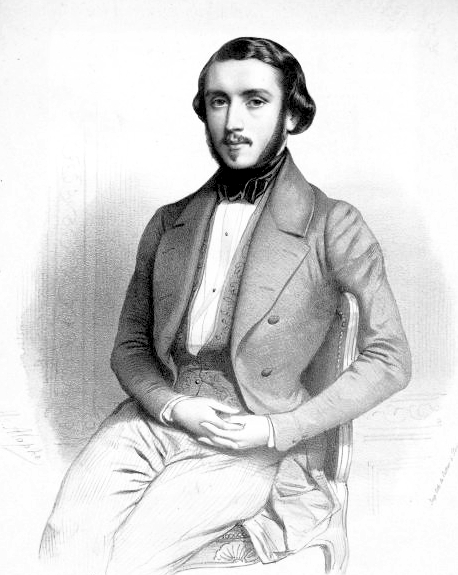
Louis James Alfred Lefébure-Wély, porträtterad av Marie-Alexandre Alophe.

Louis James Alfred Lefébure-Wély, född den 13 november 1817 i Paris, död där den 31 december 1869, var en fransk kompositör.
Lefébure-Wély blev redan vid 14 års ålder sin fars efterträdare som organist vid Saint Rochkyrkan och studerade för Benoist, Berton, Halévy, Adam med flera. Sedermera var han kortare tider organist vid Madeleinekyrkan och Saint Sulpice. Lefébure-Wély var skicklig musiker, framstående improvisatör på orgel samt omtyckt kompositör av såväl större vokal- och instrumentalverk som salongsstycken för piano.